# 672 Astarte
A 672 Astarte egy a Naprendszer kisbolygói közül, amit August Kopff fedezett fel 1908. szeptember 21-én.